# Capsicum annuum
Capsicum annuum (ardei) este o plantă fructiferă din familia Solanaceae, din genul Capsicum, care este originară din America de Sud și America Centrală. Din această specie fac parte ardeiul gras, gogoșarul, ardeiul capia/Kapia (lung) și ardeiul iute. 
Planta produce fructe de multe culori, inclusiv roșu, verde și galben, adesea cu gust înțepător, picant. De asemenea, are multe soiuri și denumiri comune, inclusiv boia de ardei, ardei iute, jalapeño, cayenne, ardei gras și multe altele, cu peste 200 de variații în cadrul speciei. Este una dintre cele mai vechi culturi cultivate, cu domesticirea datând de acum aproximativ 6.000 de ani în regiunile din Mexic. Genul Capsicum are peste 30 de specii, dar Capsicum annuum este specia principală din genul său, deoarece a fost cultivată pe scară largă pentru consumul uman pentru o perioadă substanțială de timp și s-a răspândit în întreaga lume. Această specie are multe utilizări în aplicații culinare, medicină tradițională, autoapărare și poate fi chiar ornamentală.

## Nume
Numele genului Capsicum provine din derivarea grecească a cuvântului latin capto, care înseamnă „a apuca, a captura”, cu referire la căldura sau înțepătura fructelor speciei, deși s-a speculat că poate proveni direct din latinescul capsa, „cutie”, referindu-se la forma aproape goală a fructului. Deși numele speciei annuum înseamnă „anual” (din latinescul annus, „an”), planta nu este anuală, ci este doar foarte sensibilă la îngheț. În absența înghețurilor de iarnă, poate supraviețui mai multor sezoane și poate crește într-o plantă perenă mare, tufoasă.
Numele comun, „ardei”, provine probabil din senzația produsă de ardeiul iute care se aseamnănă cu o sensație de ardere, frigere. 

## Caracteristici

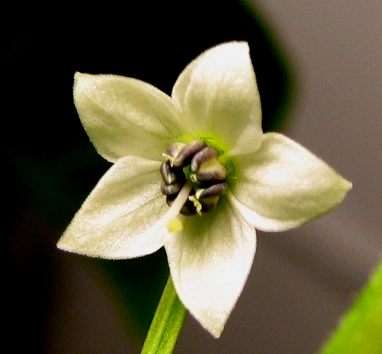
Floare tipică de Capsicum annuum, soiul Royal Embers

Ardeiul este o plantă perenă, care în absența iernilor geroase se poate adapta și poate supraviețui mai multor anotimpuri. C. annuum este cultivat ca plantă erbacee anuală sau bienală care are un ciclu de viață alcătuit din patru etape (răsad, vegetație, înflorire și fructificare).
Membrii speciei Capsicum annuum arată ca niște arbuști mici, cu multe ramuri și tulpini subțiri, cu tendință cățărătoare. Unele soiuri pot crește până la doi metri înălțime folosind alte plante sau araci pentru a se cățăra. Arbustul are frunze ovale, lucioase care cresc uneori până la 7,5 cm lungime. Deși în general de culoare verde, în funcție de soi, frunzele pot deveni violet închis sau chiar negre pe măsură ce planta îmbătrânește.
Ardeiul are flori de culoare albă, uneori purpurii, care pot avea diferite forme florale, de exemplu de stea sau clopot. Fructele pot avea și ele multe forme, inclusiv conică, rotundă sau aplatizată și se prezintă într-o gamă largă de culori, inclusiv alb, galben, verde, violet și negru. Majoritatea tind să devină roșii la maturitate. Fructele sunt goale în interior.

## Clasificare

### Ardei iute
Anumite soiuri ale acestei specii au capacitatea de a produce și reține compuși capsaicinoizi, dând fructelor un gust puternic (iute, picant) care poate varia ca intesitate. Intesitatea iuțelii unui asemenea ardei este măsurată pe Scara Scoville în unități SHU (în engleză, Scoville Heat Units - SHU). Aceste soiuri sunt uneori numite și ardei chili.

### Ardei gras
O alta variantă de Capsicum annuum, ardeii grași, sunt diferiți de ardeii chili ca formă, culoare și gust, fiind descriși ca fiind „dulci” deoarece nu conțin concentrații mari de capsaicină și sunt cotați cu 0-200 pe scara Scoville. Ardeii grași au cele mai mari fructe ale speciei, de forma unui paralelipiped dreptunghic, numită și blocky. Fructele tind să fie mai cărnoase decât ardeii iuți sau lungi. Pot crește până la o greutate de 500 de grame și vin în multe culori, inclusiv galben, portocaliu, roșu și verde. Deși ardeilor grași le lipsesc capsaicinoidele, ei sunt o cultură valoroasă deoarece au un conținut nutritiv ridicat, cu diverși compuși bioactivi, carotinoizi și vitamine.

#### Ardeigogoșar
Ardeii gogoșar sunt un sub-tip de ardei gras, cunoscuți pentru formele sale aplatizate, turtite, grosimea cărnii și culoarea roșu aprins. Sunt folosiți mai ales în bucătăria est- și central-europeană.

### Ardei lung
Soiurile C. annuum cu conținut scăzut de capsaicină, dulci și de formă conică lungă de cel puțin 8 cm sunt cunoscute drept ardei dulce, ardei lung, capia, kapia, cubanelle, ureche de elefant, dumbo.

## Domesticire
Oamenii de știință au găsit rămășițe de ardei sălbatici, strămoșii soiurilor moderne de Capsicum annuum, în diferite locații și peșteri din Mesoamerica precum Valea Oaxaca, Mexic. Descoperirea acestor rămășițe i-a determinat pe cercetători să creadă că ardeii iuți sălbatici au fost probabil consumați înainte de domesticirea și cultivarea lor pe scară largă, datând cu peste 8.000 de ani în urmă.
De obicei, domesticirea platelor prin metode selective conștiente și inconștiente duce la scăderea trăsăturilor naturale defensive ale plantelor. Însă C. annuum este o excepție pentru că oamenii au selectat intenționat și creat variante care au o cantitate crescută de compusul chimic defensiv capsaicină, altfel făcând planta de fapt mai rezistentă dăunătorilor. Totuși, nu toate soiurile C. annuum au devenit mai rezistente la dăunători; anumite soiuri s-au confruntat cu „sindromul de domesticire” care presupune mai multe modificări morfologice și fitochimice (de intensitatea variabilă) care duc la creșterea dimensiunii fructelor și/sau a semințelor, modificarea ciclurilor de reproducere și modificarea structurii plantelor, dar și la scăderea mecanismelor defensive. Așadar, unele soiuri au devenit vulnerabile la anumite condiții în afara culturilor protejate.

## Polenizare
Florile de Capsicum annuum constau în general din 6-7 petale și sepale, au 7 stamine și conțin un ovar care este superior unui singur stil format din 2-3 carpele și o singură stamină. Membrii sunt autopolenizatori, dar polenizarea încrucișată are loc adesea atunci când plantele sunt cultivate în cantități mari, prin intermediul albinelor, viespilor și furnicilor.
În producția comercială de capsicum annuum, polenizarea umană este adesea folosită pentru a produce semințe hibride care pot crește în noi variante de ardei, care este forma de reproducere selectivă prin care ardeiul a fost domesticit.
În cadrul florilor există mai multe structuri de reproducere care sunt folosite în polenizare și fertilizare, cum ar fi anterele și ovarul. Anterele sunt organul masculin care produce microgameții (polenul) care se vor dispersa pentru a fertiliza megagametul care se află în ovarul organului reproducător feminin, ducând la dezvoltarea propagulei (fructul)
După fertilizare, fructul plantei începe să se dezvolte, care este determinat de soiul specific care este cultivat. Fructul crește până la maturitate, apoi este gata pentru dispersarea semințelor sale.

## Dispersarea semințelor și rolul capsaicinei
Capsaicina este prezentă în cantități mari în țesutul placentar (care deține semințele), membranele interne și, într-o măsură mai mică, în celelalte părți cărnoase ale fructelor ardeiulor iuți din genul Capsicum. Semințele în sine nu produc capsaicină, deși cea mai mare concentrație de capsaicină se găsește în miezul alb (mezocarpul) al peretelui interior, unde sunt atașate semințele.
Producerea de capsaicină de către ardeiul sălbatic a fost un mecanism de apărare apărut cu mult înainte de domesticirea lui, cu aproximativ 8.000 de ani în urmă. Capsaicina este un compus care poate fi extrem de puternic în funcție de concentrație și este folosit pentru a proteja semințele de prădători și pentru a le crește șansele de supraviețuire. Păsările nu sunt afectate de prezența capsaicinei și sunt capabile să mănânce fructele și semințele. Semințele sunt apoi trecute prin sistemul digestiv al păsărilor și dispersate în noi medii prin defecare. Acesta este modul principal prin care planta își asigură reproducerea: prezența unui compus chimic neplăcut prădătorilor dar care nu afectează păsările.
Răspândirea semințelor prin păsări s-a dovedit a fi benefică pentru ardei, deoarece au capacitatea de a dispersa semințe pe distanțe mari. Un exemplu în acest sens este chiltepinul sălbatic, care are o gamă masivă de habitat din nordul Peruului până în sud-vestul Statelor Unite.

## Dăunători
Chiar și cu strategiile sale defensive, Capsicum annuum poate cădea în continuare victimă mai multor dăunători și viruși. Unii dăunători pot găzdui viruși mortali pentru specie, cum ar fi muștele albe și afidele. Un alt dăunător este gărgărița (Anthonomus eugenii Cano) a cărei larvă afectează plantele în fazele de înflorire și de fructificare și poate reduce rata de producție cu până la 90%. Alți dăunători care pot provoca daune plantelor sunt viermii mugurilor de tutun (Helicoverpa armigera) și tizanopterele. Alte boli includ phytophthora, antracnoza, putrezirea rădăcinii și putregaiul bazal.

## Utilizări
Soiurile din Capsicum annuum au fost cultivate și modificate pe scară largă prin selecția artificială a anumitor trăsături, ceea ce le permite să fie utilizate în mai multe aplicații. Acestea includ alimente, medicina tradițională, cosmetice și chiar autoapărare (spray cu capsaicină, incorect numit spray cu piper).

### Culinar

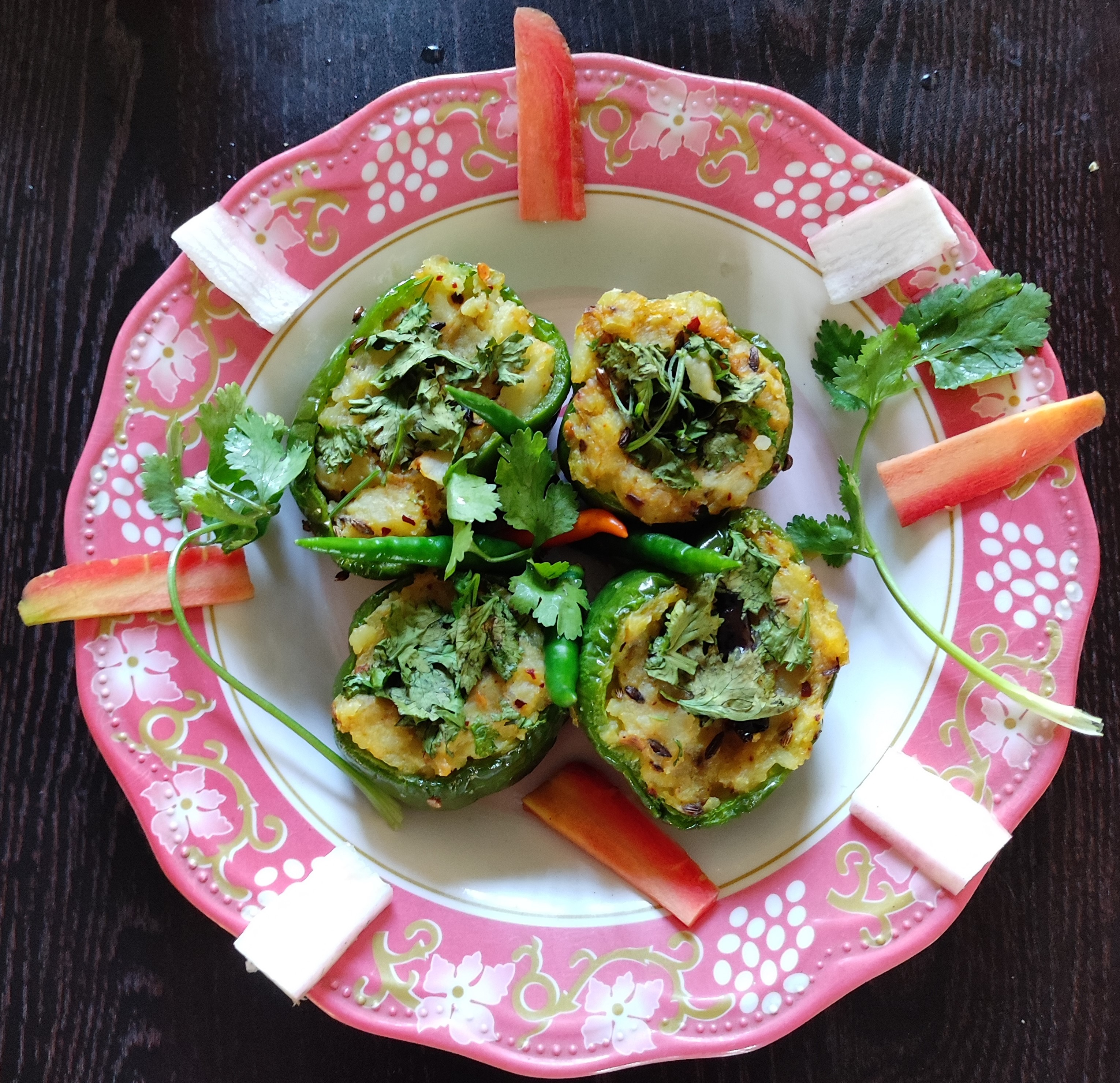
Ardei umpluți cu umplutură picantă de cartofi în Kolkata, India

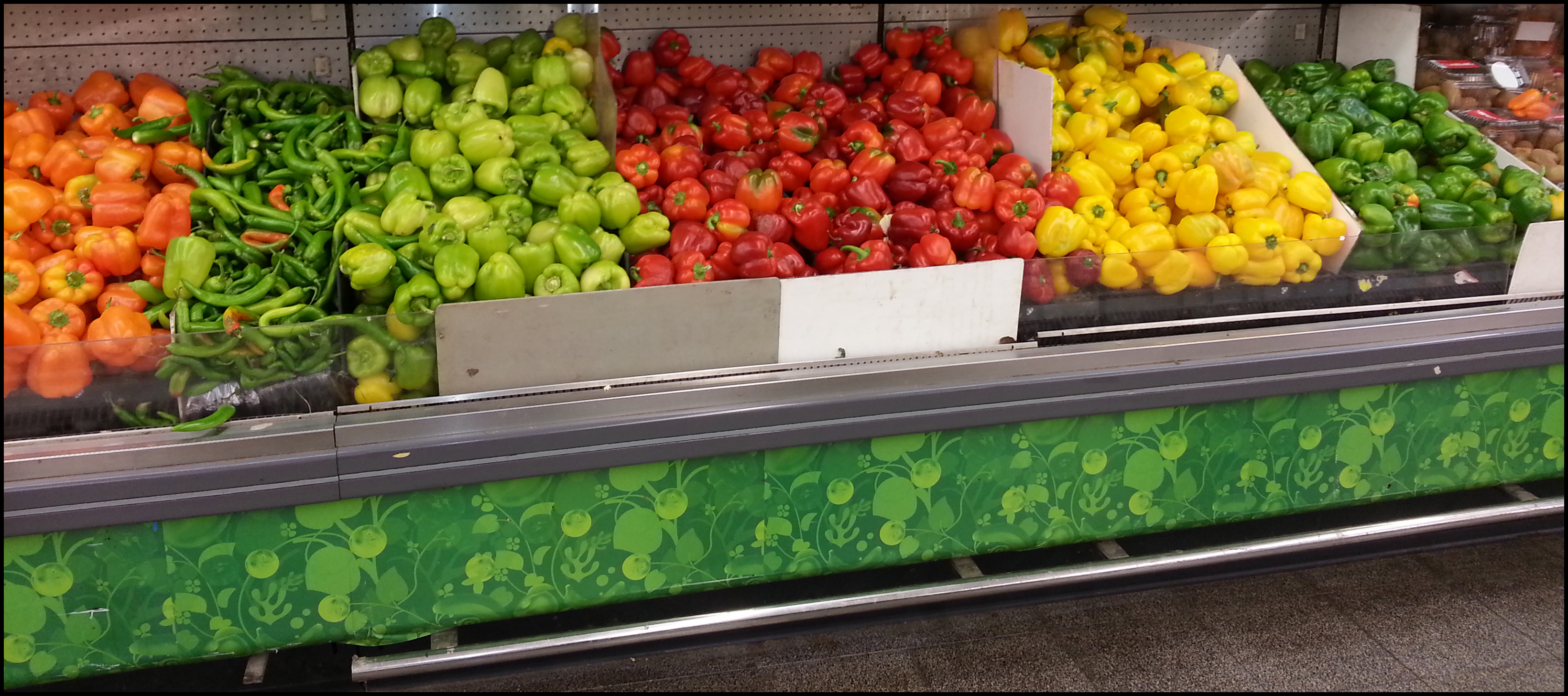
Cinci culori de ardei într-un supermarket israelian

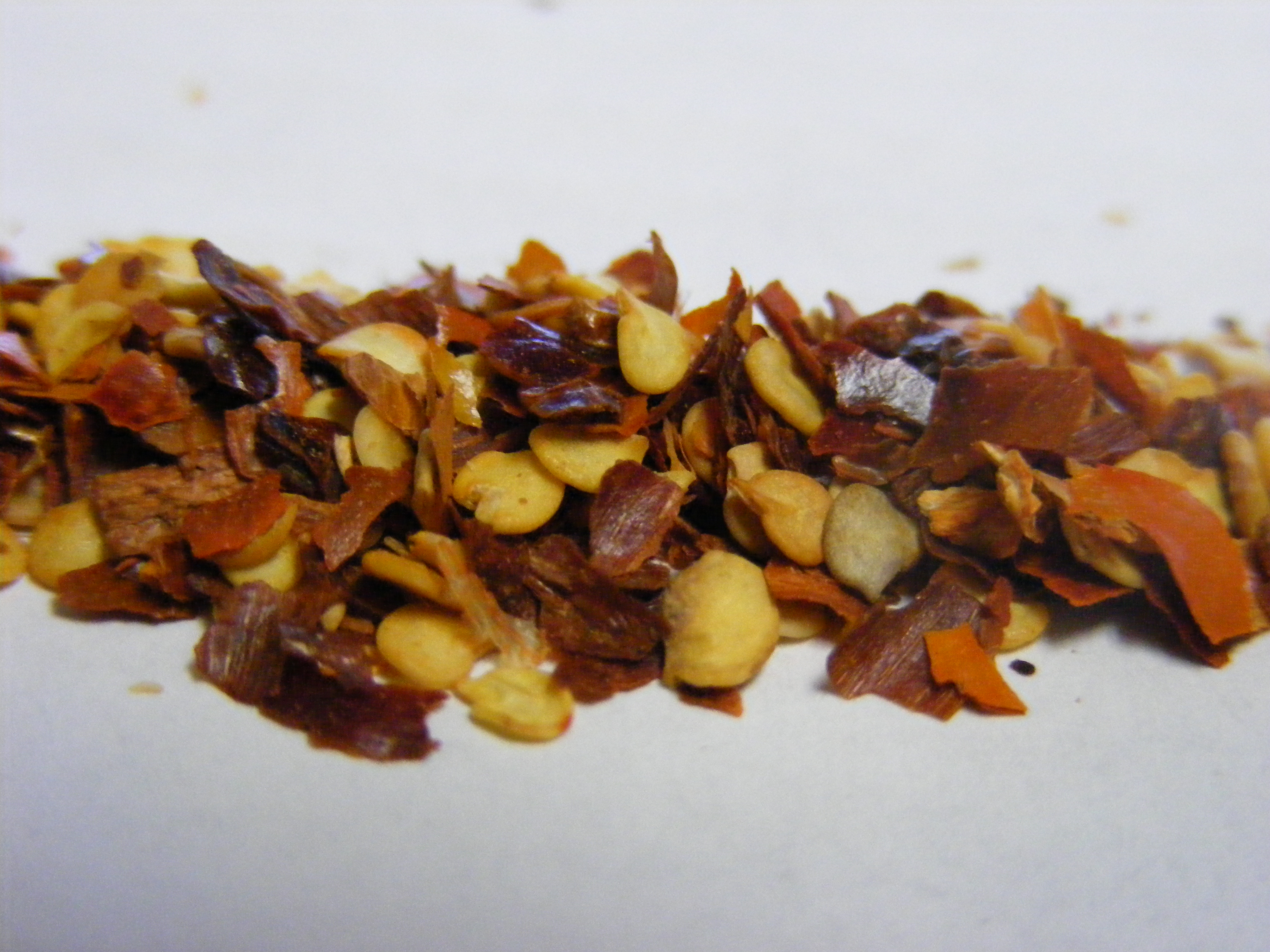
Ardei roșu zdrobit

Există mai multe moduri în care fructele pot fi folosit în alimente: proaspete, uscate, murate sau măcinate în fulgi sau pudră. Ardeii pot fi ingredient pricipal ori adăugați la multe feluri de mâncare din întreaga lume pentru condimentare, aromatizare, dar și pentru estetica mâncării, dat fiind că majoritatea ardeilor își păstrează culoarea când sunt gătiți. 
Substanța chimică capsaicină oferă gusturi distinctive în variantele C. annuum. Capsaicina creează o senzație de arsură („fierbinte”), care în, funcție de valoarea pe care o are ardeiul pe scara Scoville poate dura câteva ore după ingerare. 
Potrivit unui studiu care analizează posibilitatea ca C. annuum să fie un candidat pentru atenuarea deficiențelor de micronutrienți, ardeiul, pe lângă proprietățile sale aromatice și colorante, este și foarte bogat în micronutrienți, inclusiv vitamine: A, B, B3, C și P.
Fructele mari pot fi umplute cu umpluturi pe bază de brânză, carne sau orez. 
Ardeii pot fi conservați sub formă de dulceață. 

### Medicină tradițională
În civilizațiile popoarelor amerindiene, cum ar fi mayașii și aztecii, speciile de ardei, inclusiv 'C. annuum', au fost folosite pentru a trata multe boli. Astăzi, aceste practici încă există în anumite țări în curs de dezvoltare, folosindu-le pentru diverse presupuse proprietăți.

### Ornamental
Unele soiuri cultivate special pentru valoarea lor estetică includ „Perla Neagră” a Arboretului Național al SUA și „Curcubeul Bolivian”. Soiurile ornamentale tind să aibă fructe și frunze colorate neobișnuit, fiind notabile culorea negră și culoarea violet. Toate sunt comestibile și majoritatea (cum ar fi „Royal Black”) sunt iuți. Anumite soiuri de ardei iuți din New Mexico sunt uscate în mod obișnuit în aranjamente ornamentale cunoscute sub numele de ristras.

## Galerie

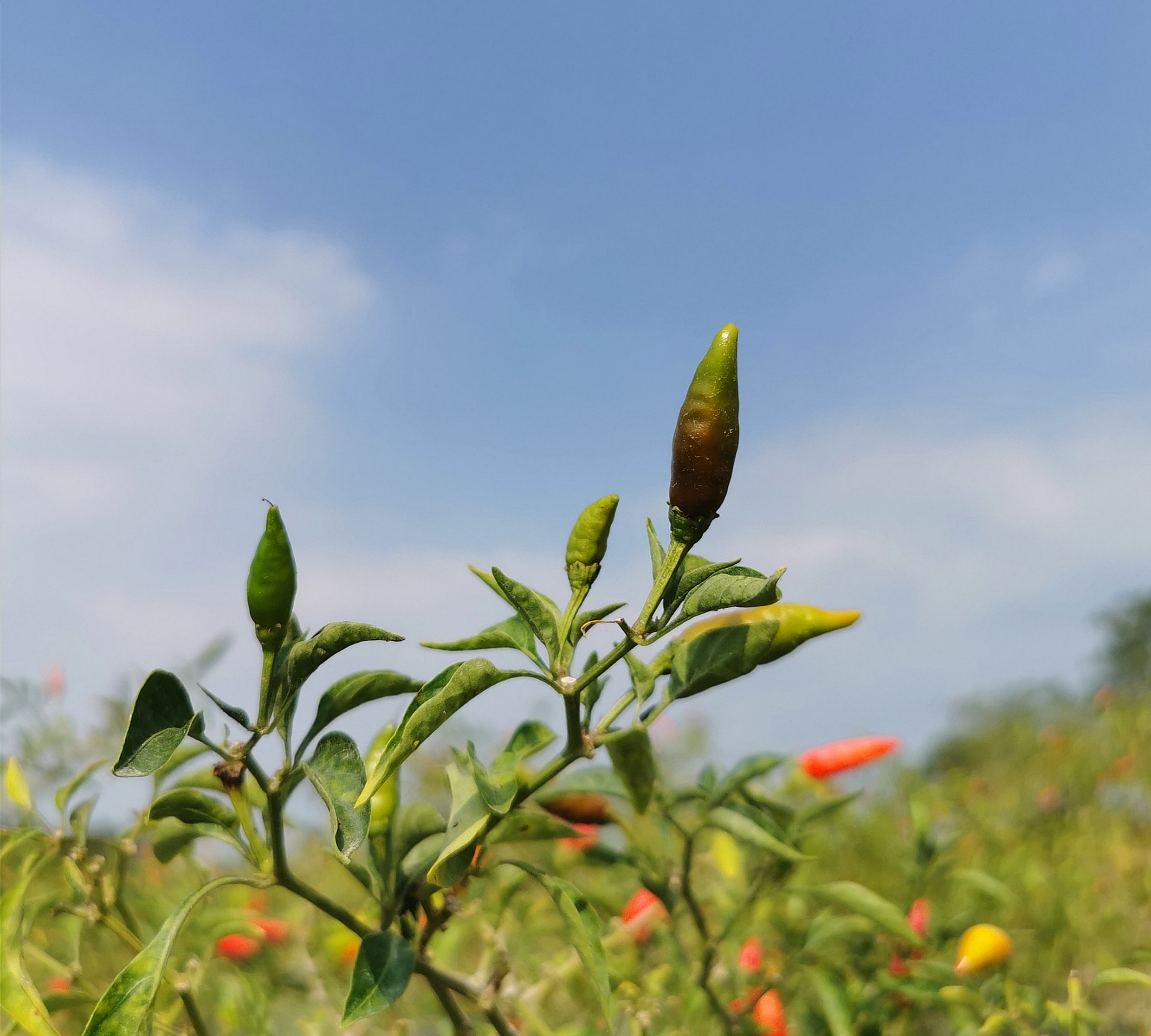
Capsicum annuum L var. fasciculatum irlandez
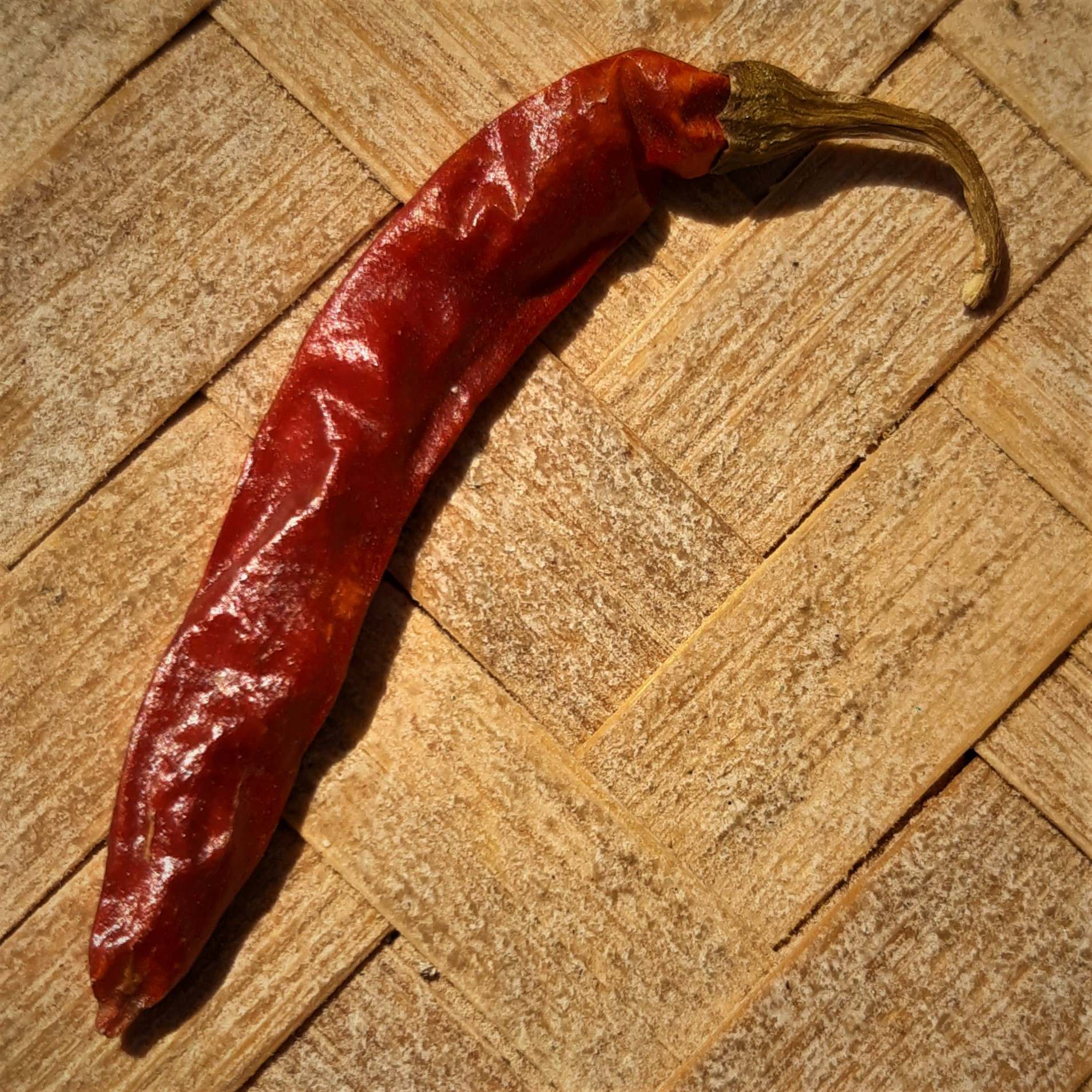
Capsicum annuumiute roșu uscat
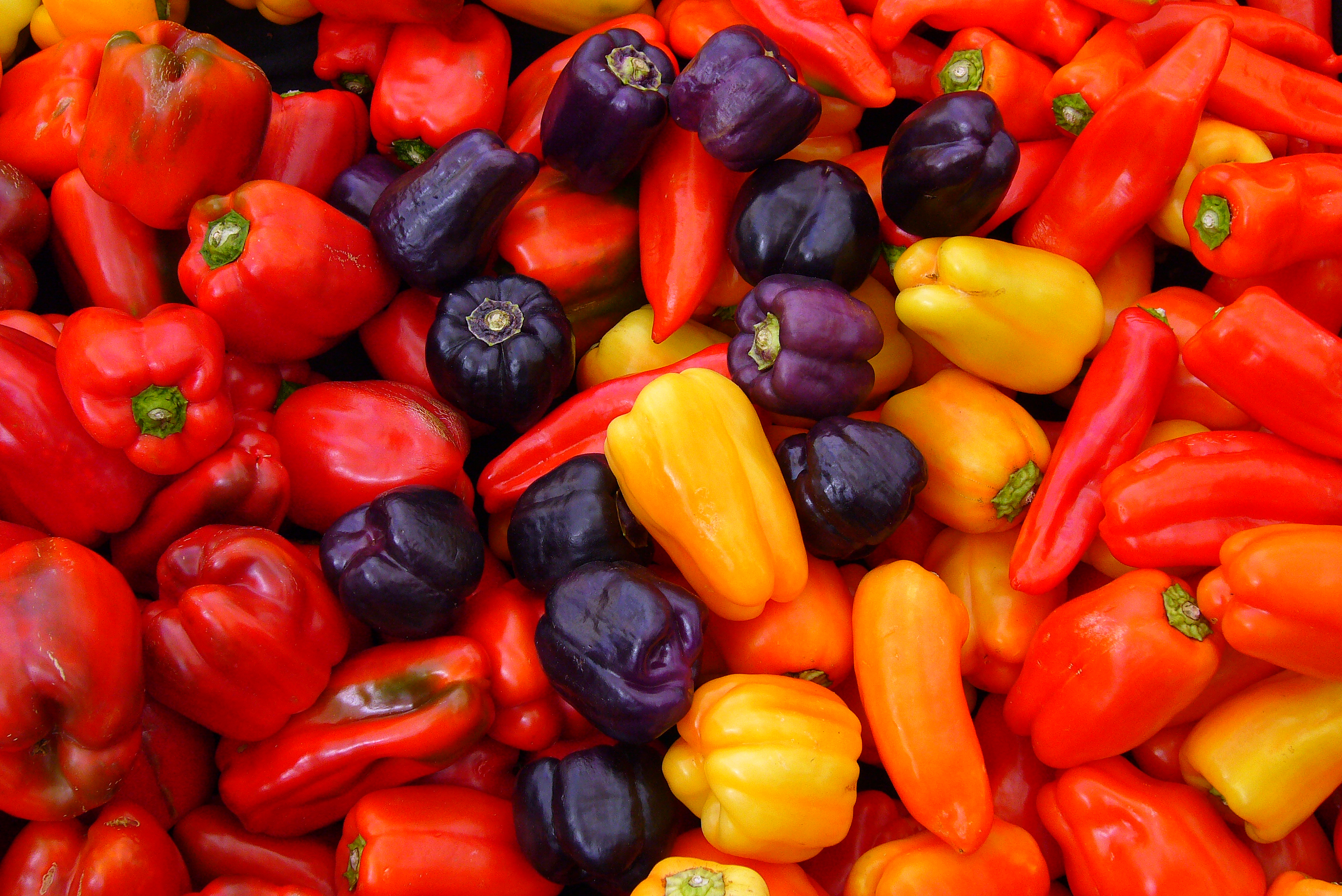
Soiuri de Capsicum annuum gras
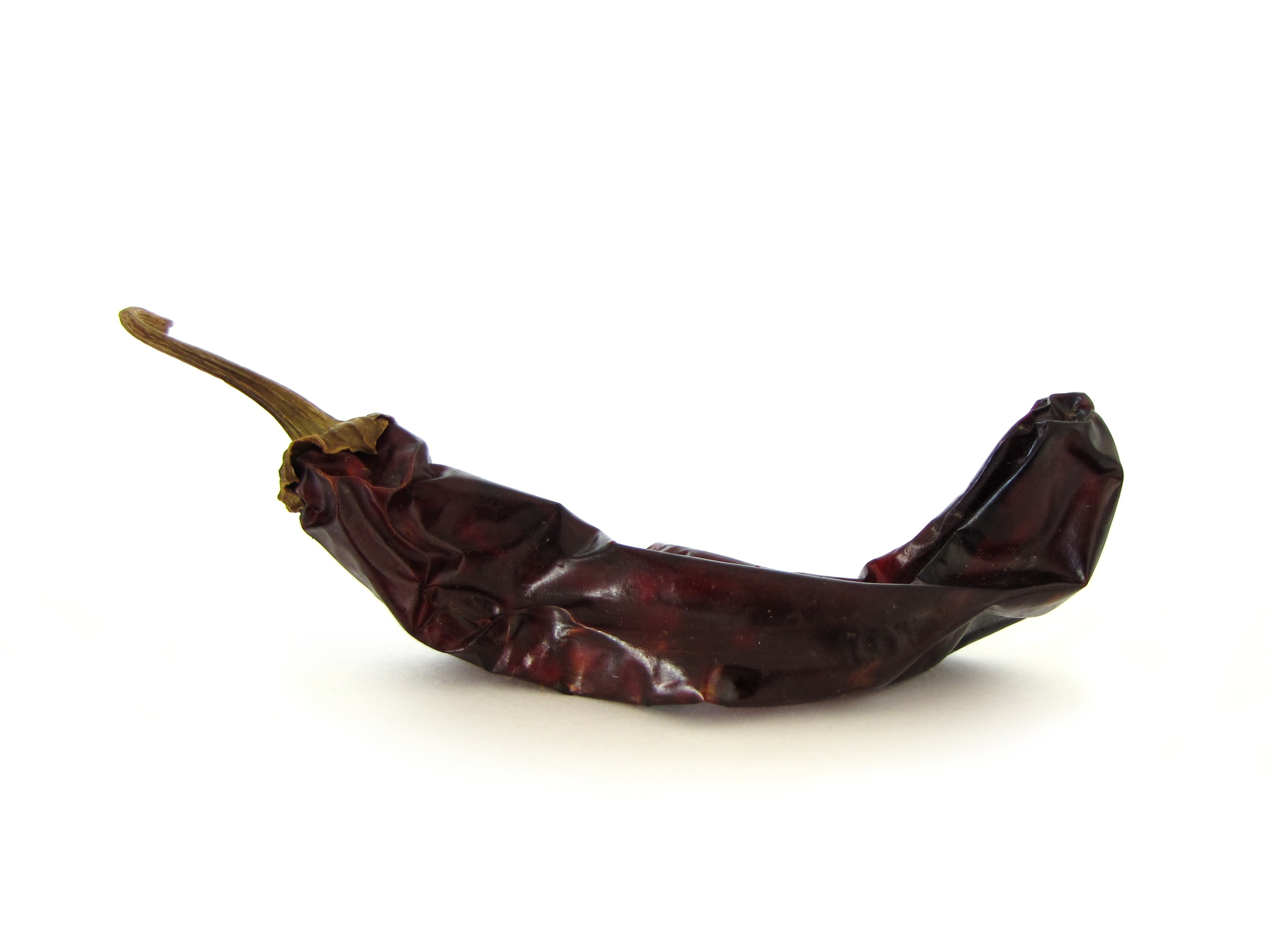
Păstaia de chili Guajillo uscata
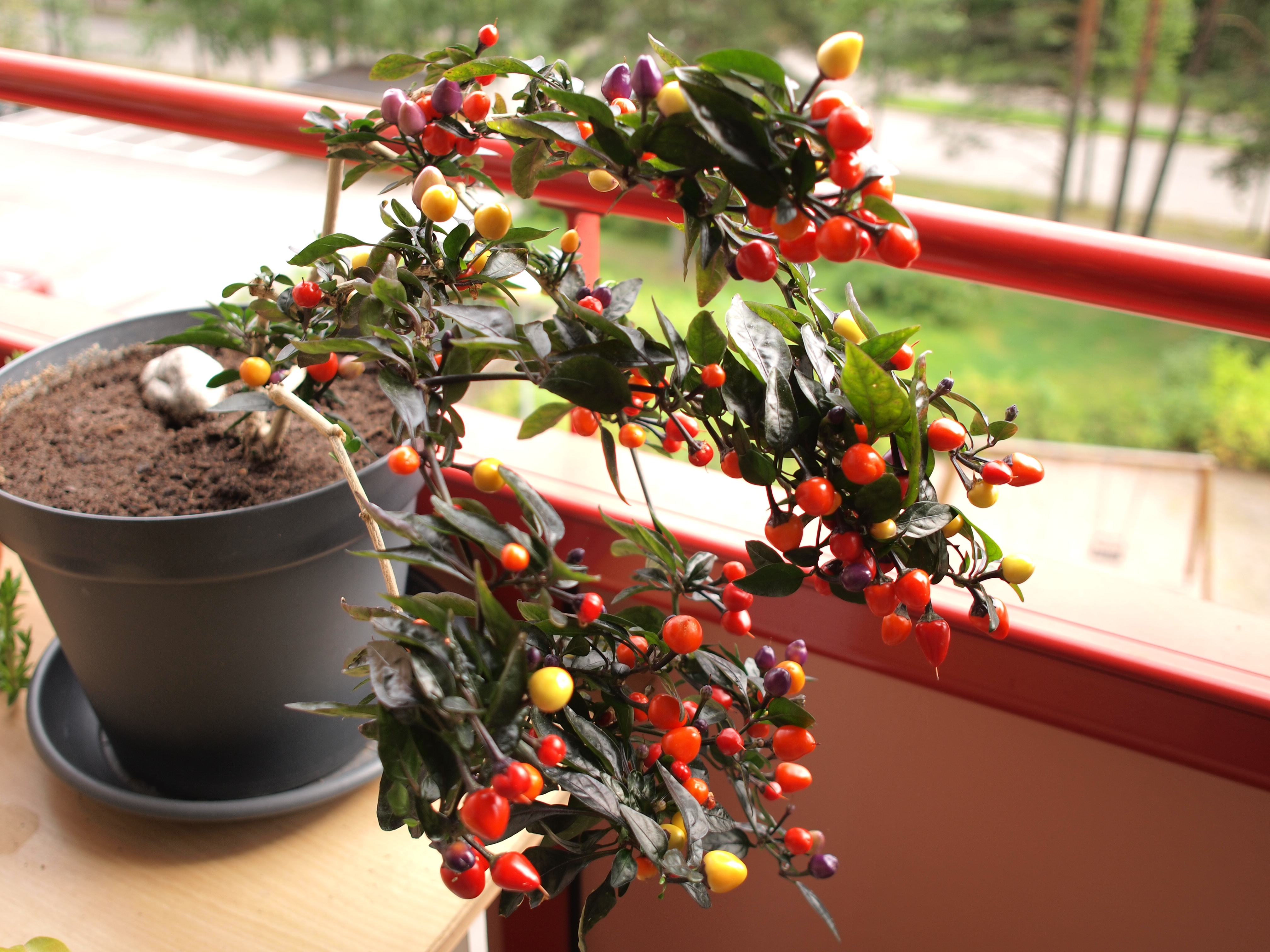
'Curcubeul bolivian' cu fructele sale în diferite stadii de coacere
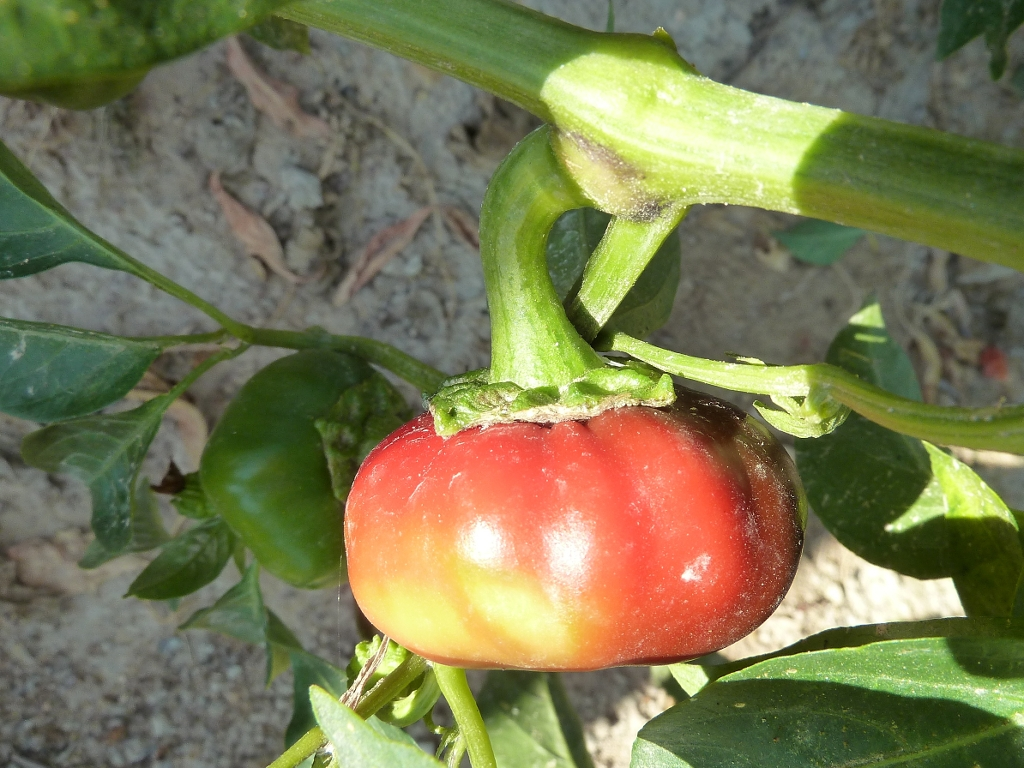
Capsicum annuum var. bola sau ñora
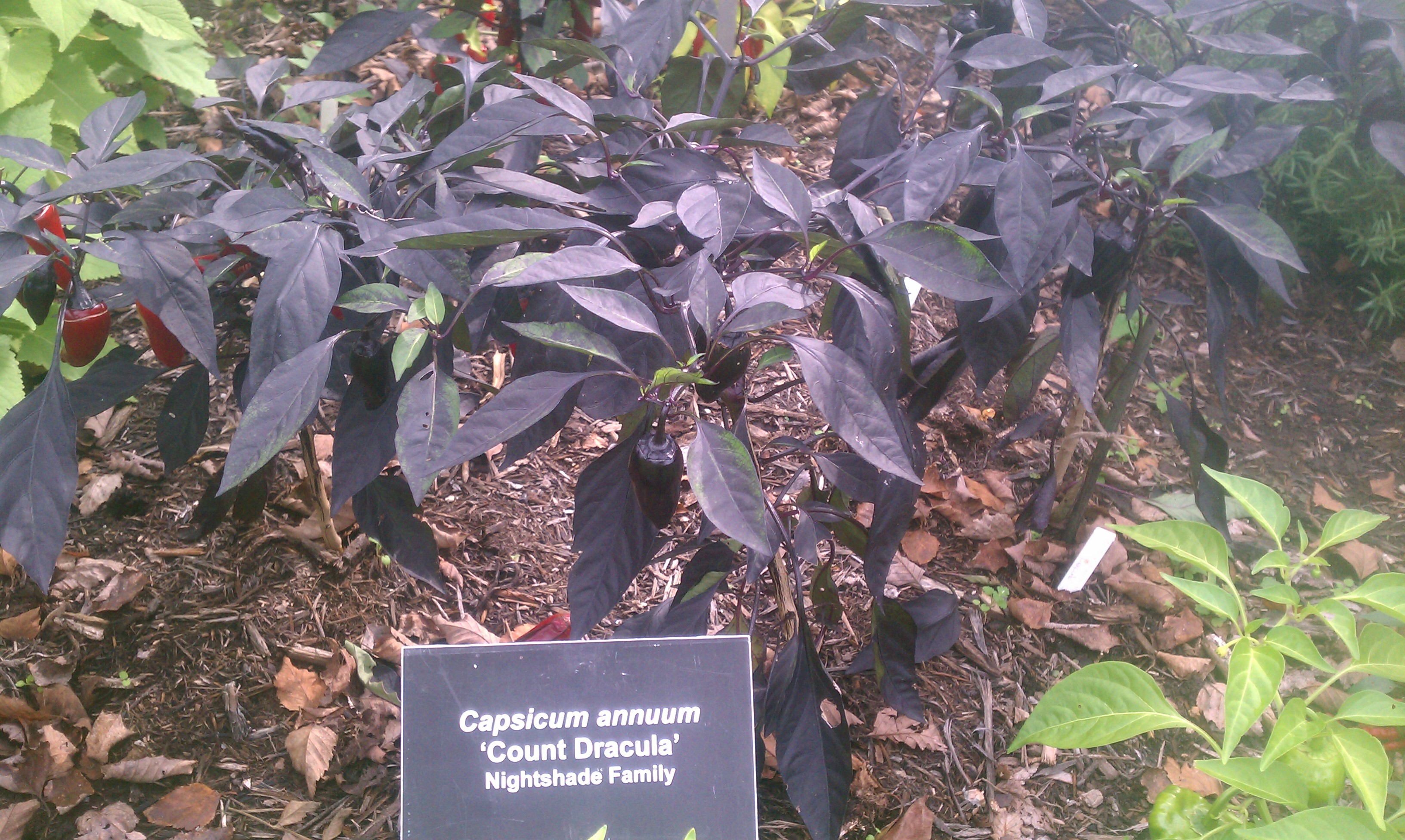
Capsicum annuum Contele Dracula
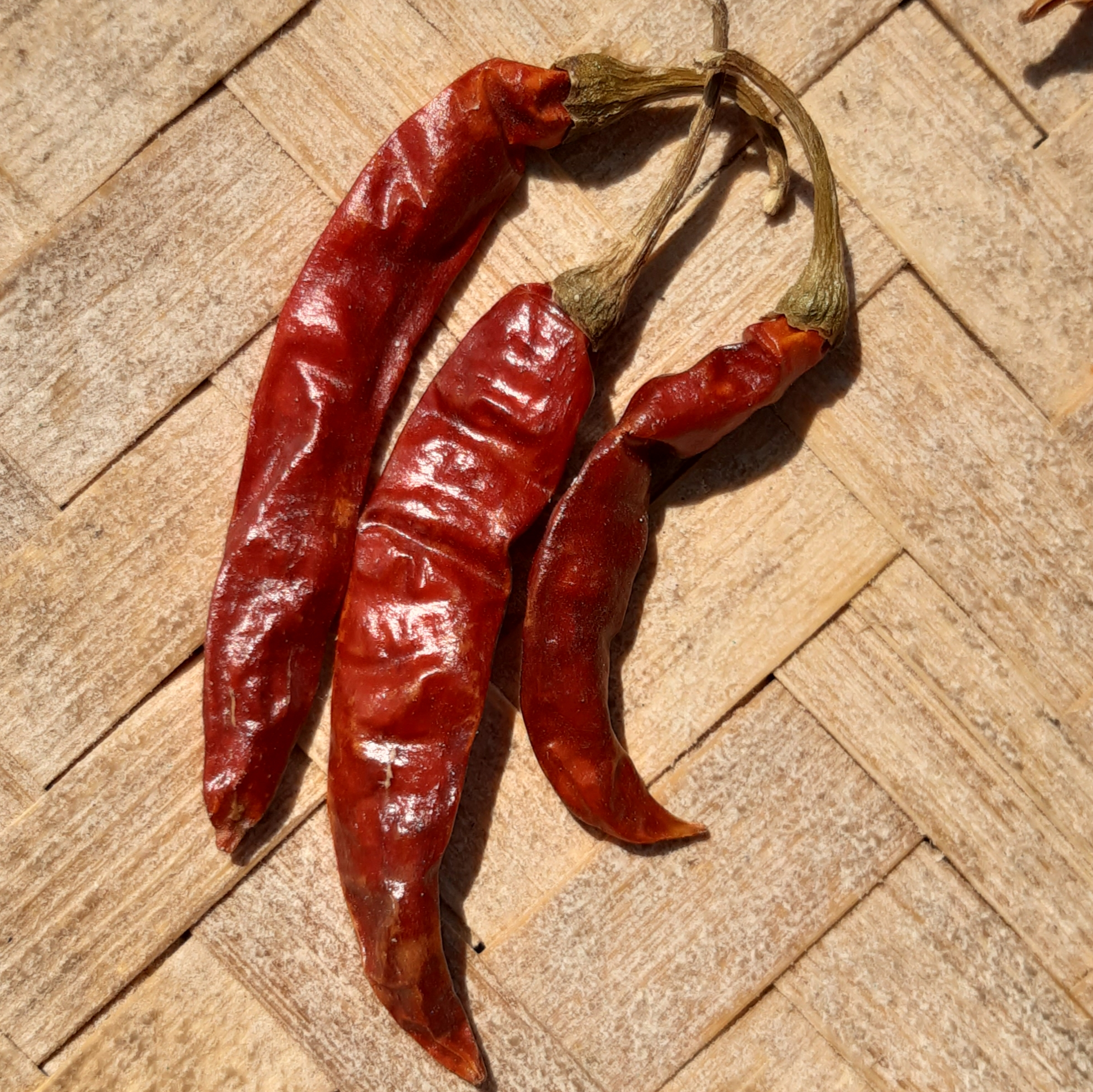
Capsicum annuum Ardei iute roșu uscat
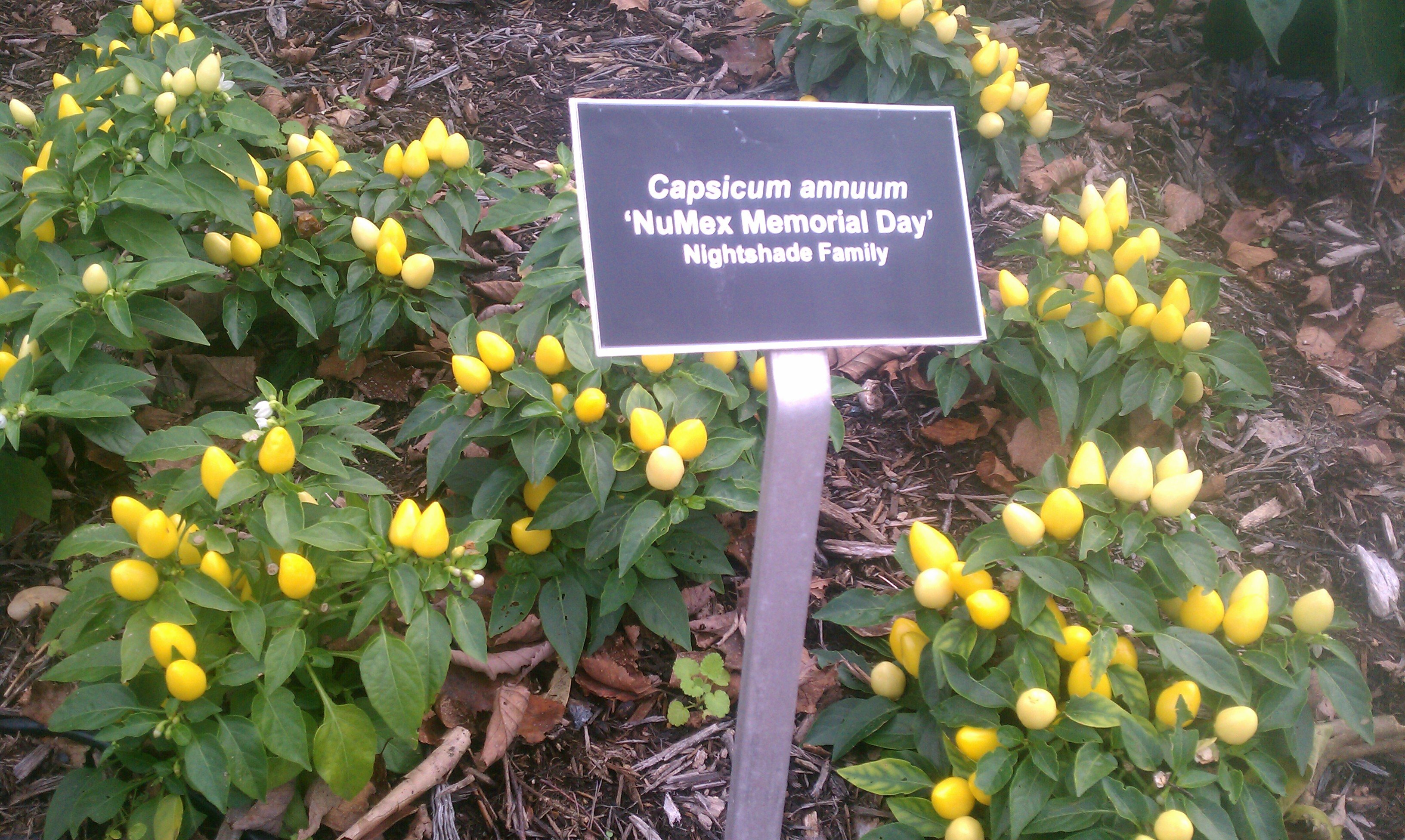
Capsicum annuum 'NuMex Memorial Day'
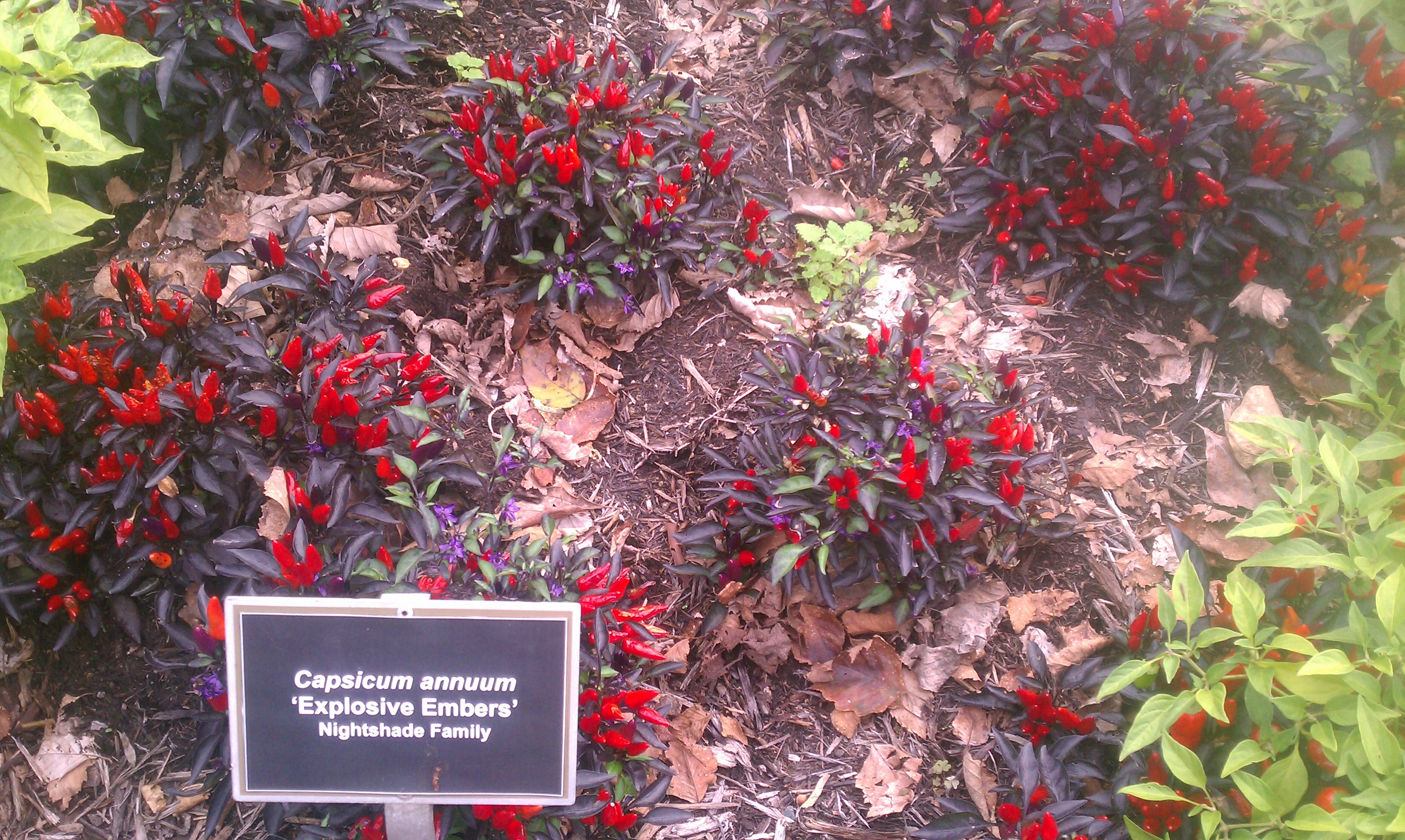
Capsicum annuum 'Explosive embers'
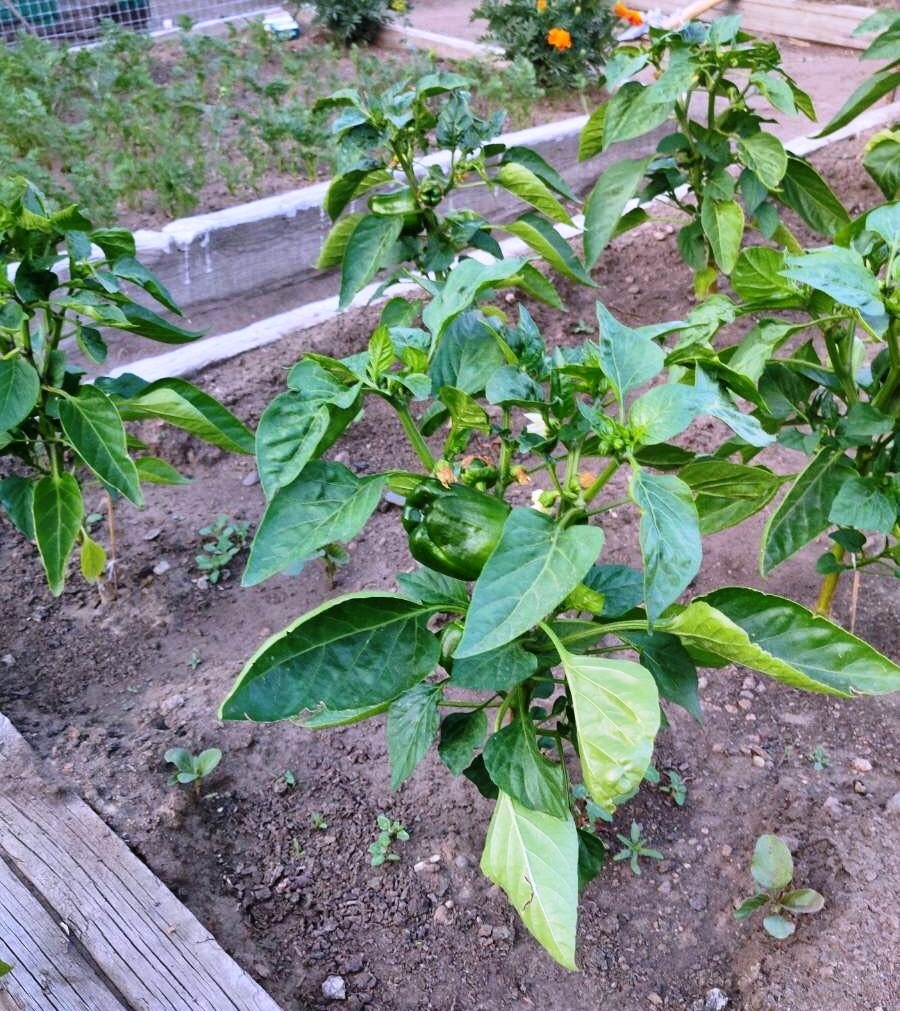
Ardeiul gras în Siberia de Est
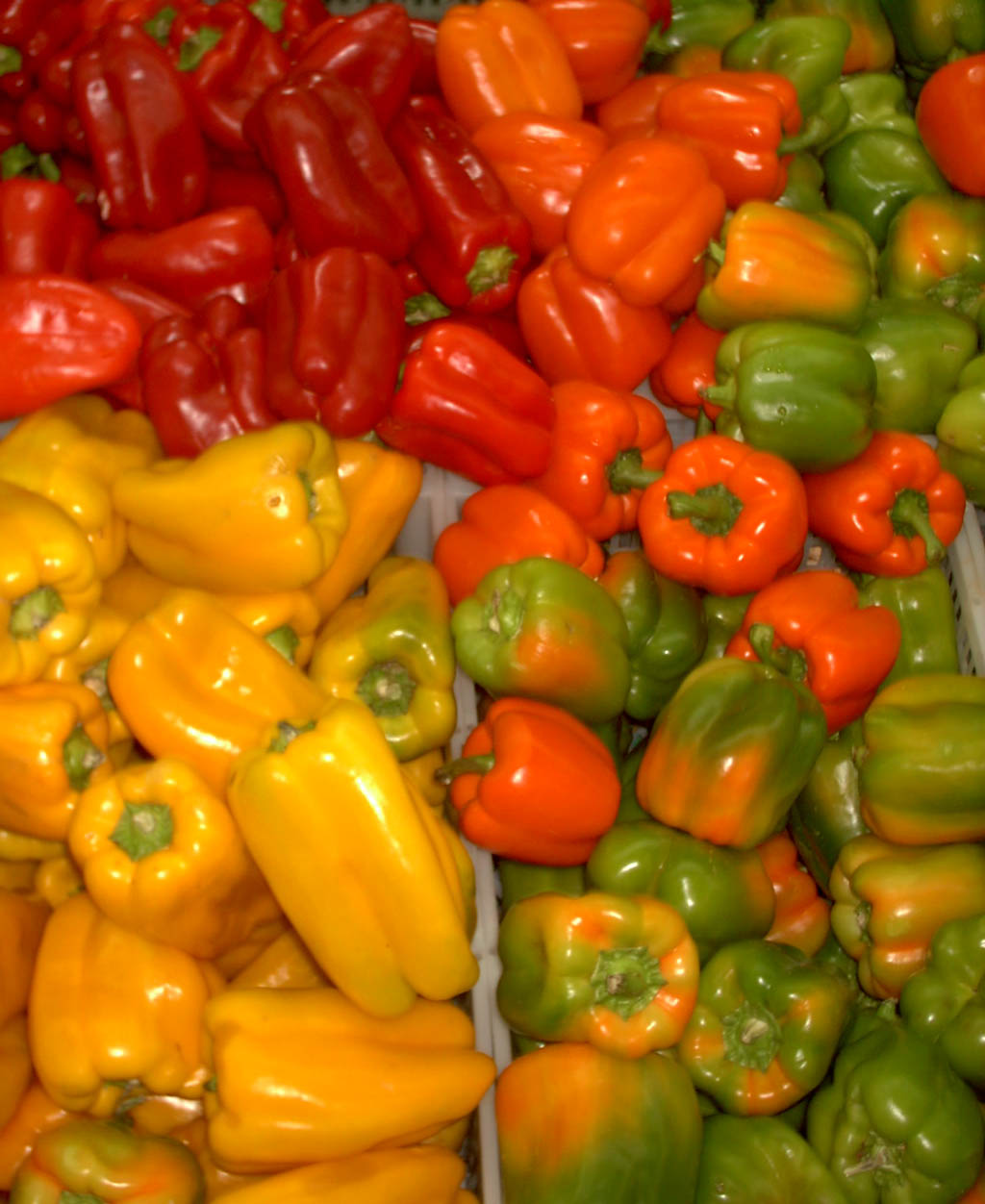
Culori ale ardeiului gras
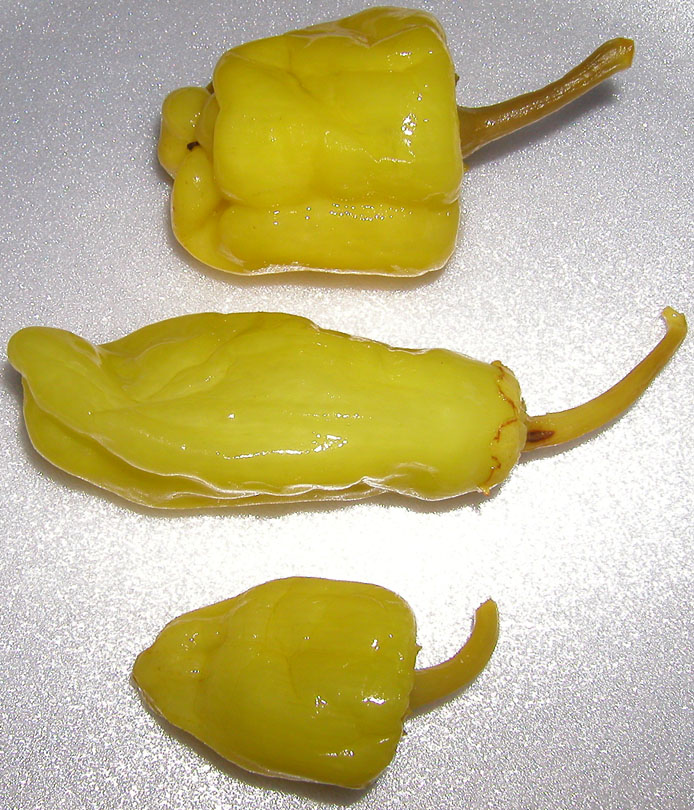
Peperoncini (C. annuum)
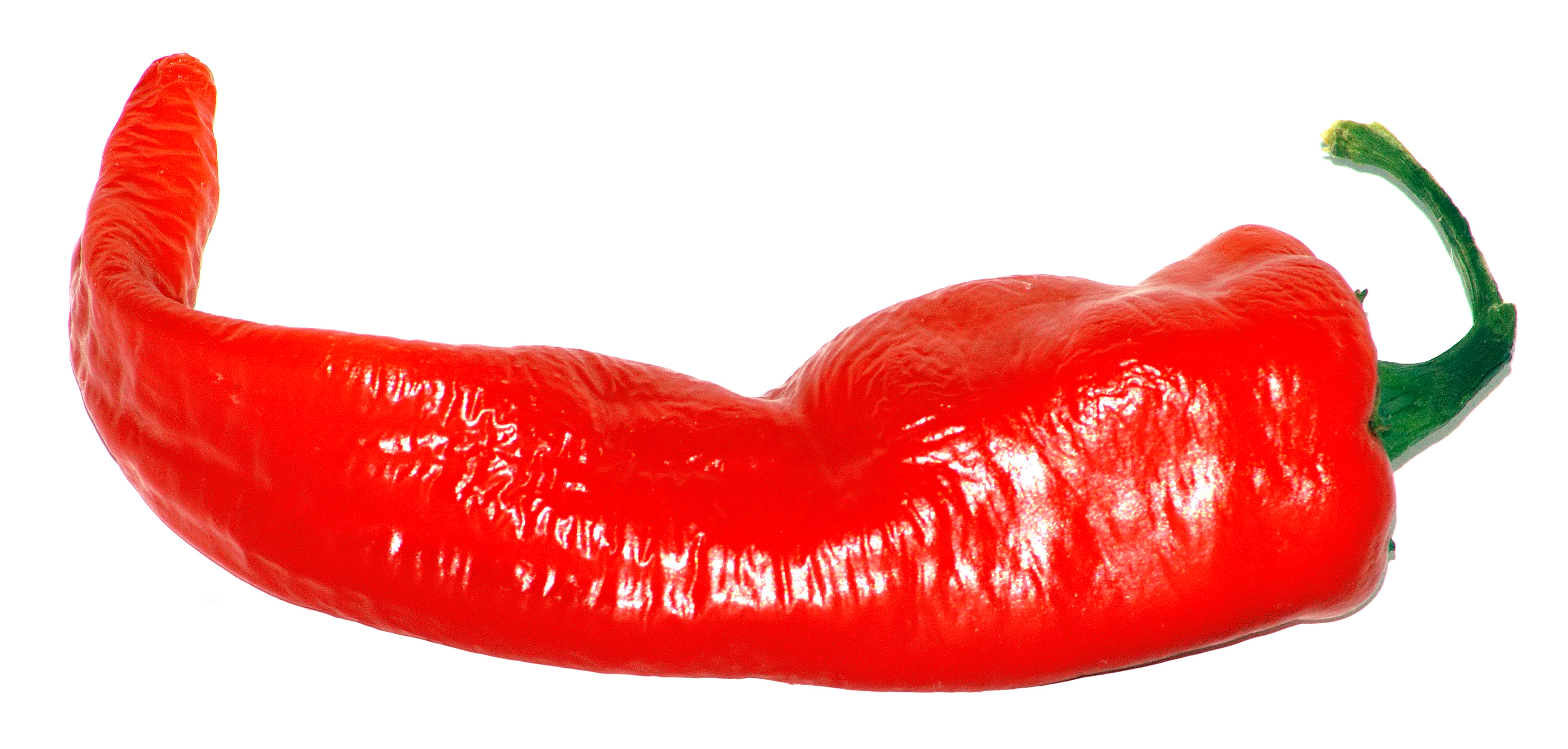
Ardei Cayenne (C. annuum)
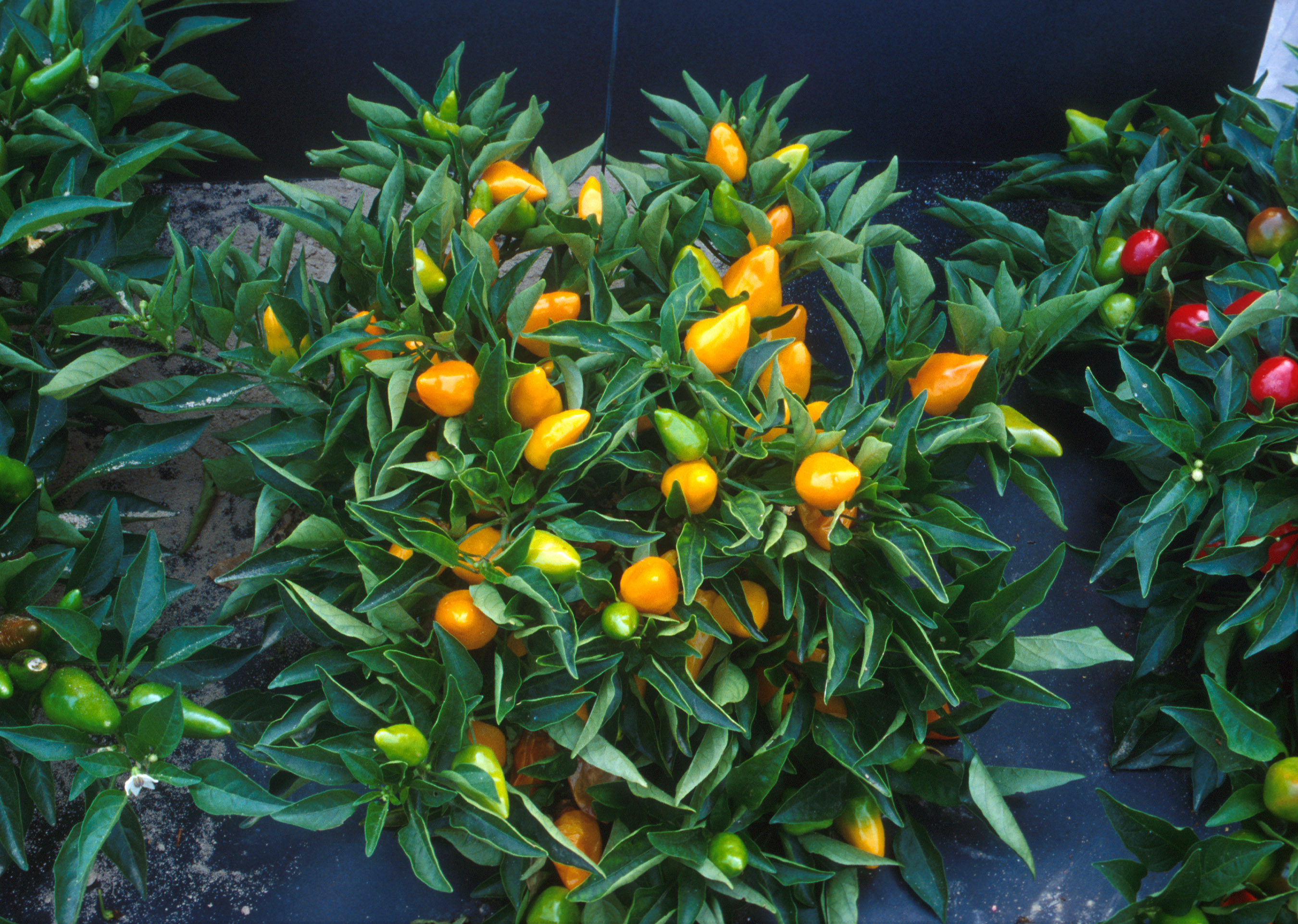
Plantă compactă de ardei portocoliu
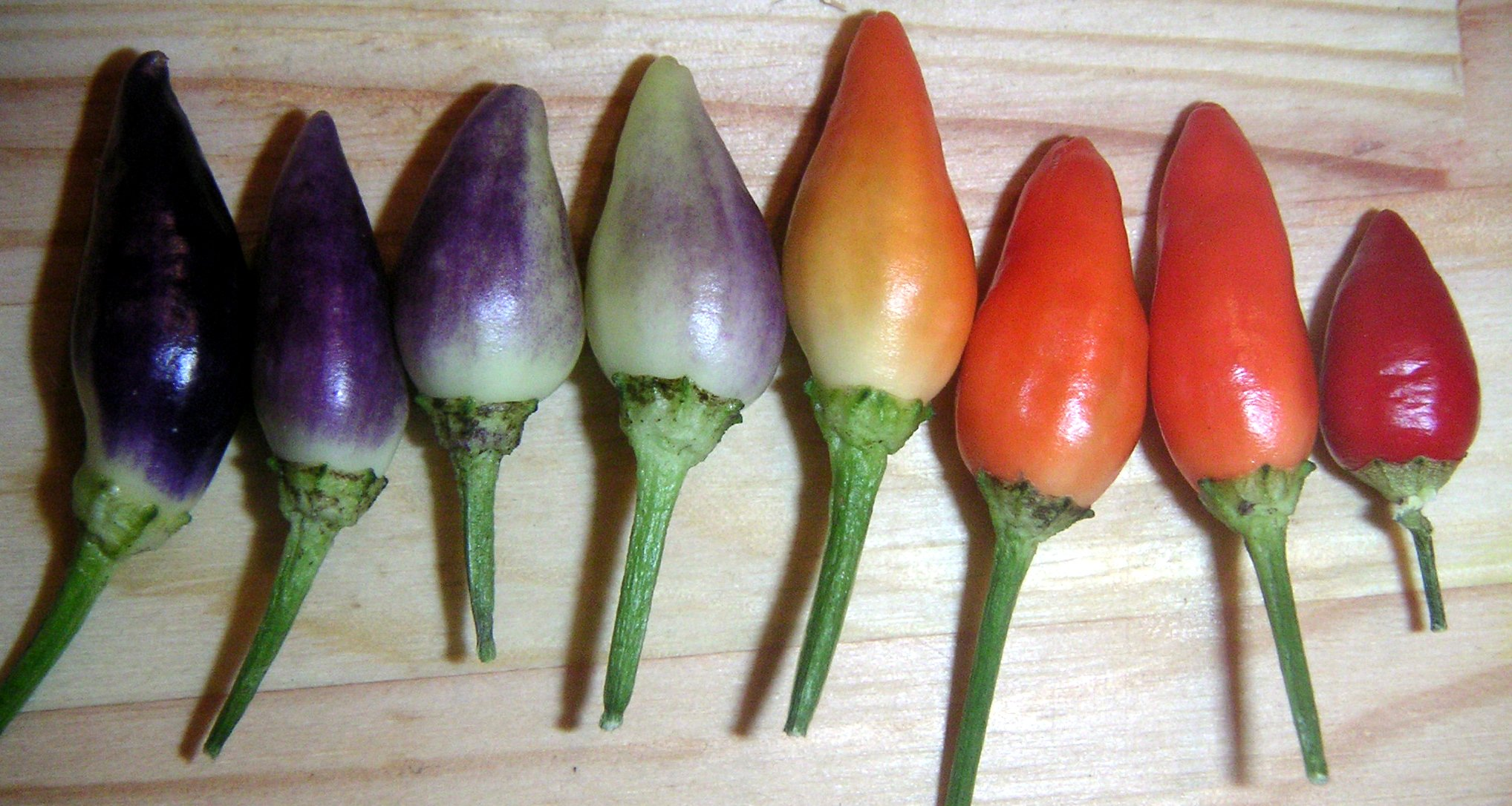
Capsicum annuum 'Twilight' - de la necopt (stânga) la copt (dreapta).
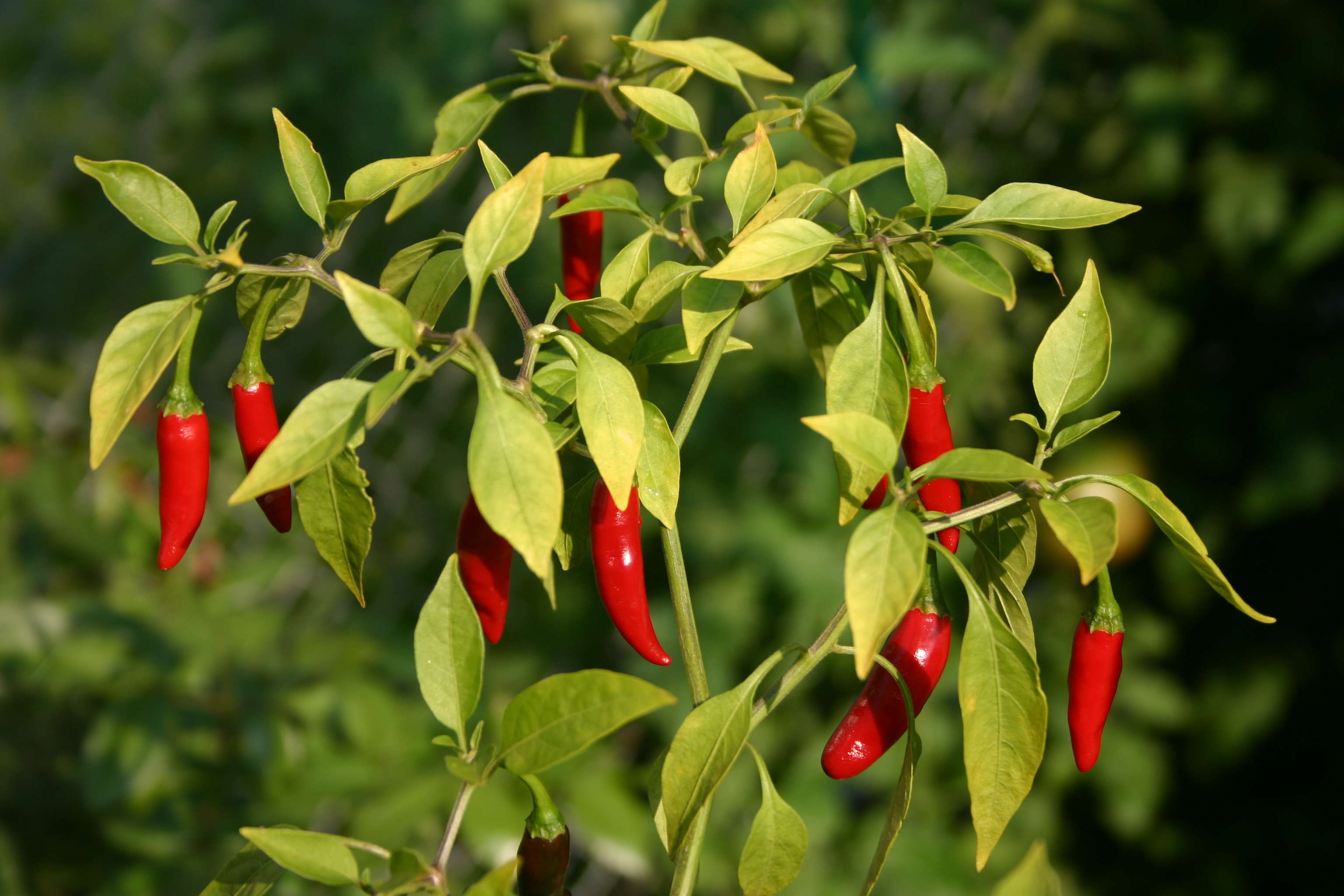
Ardei thailandezi (C. annuum)
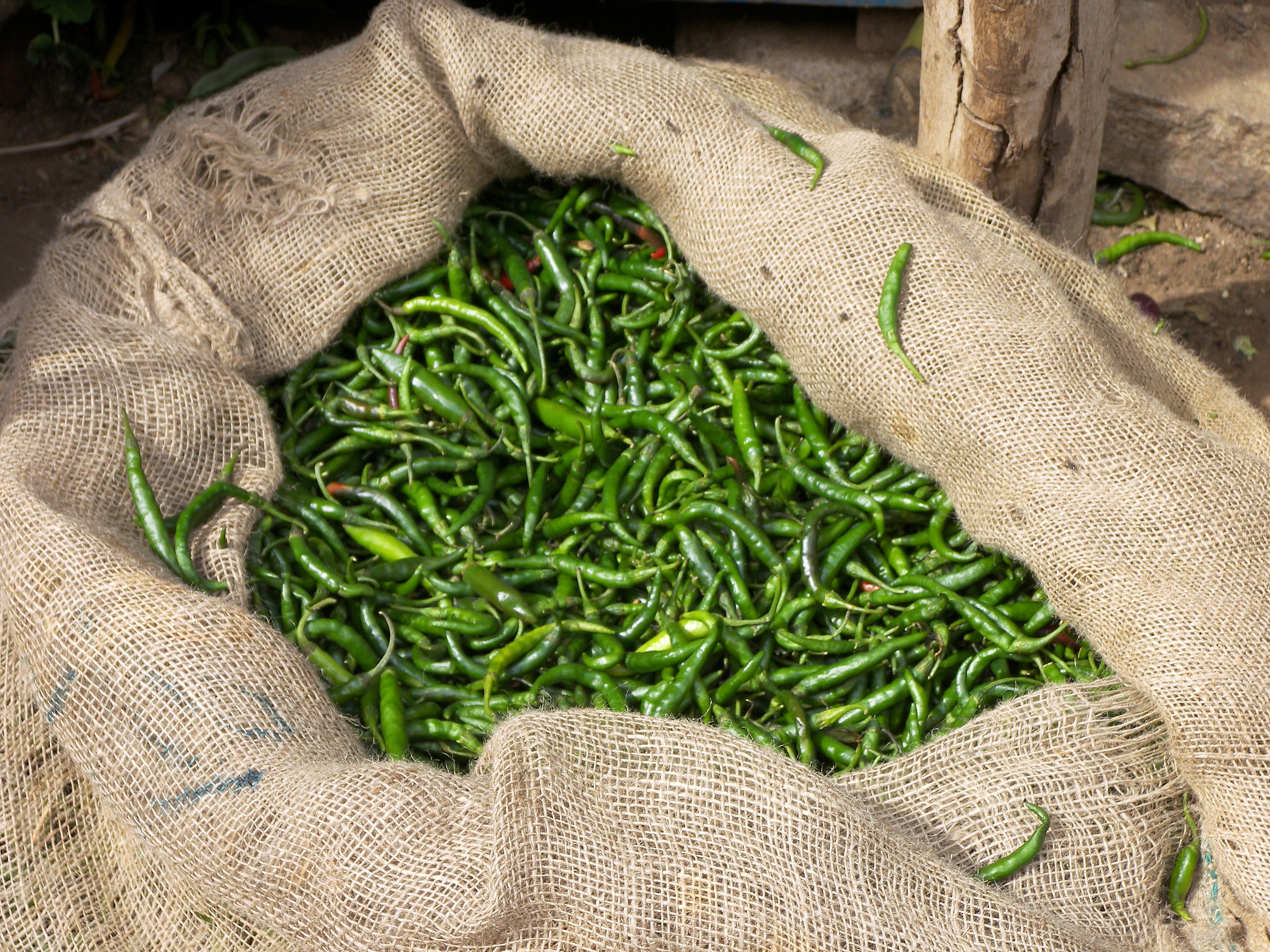
Ardei iute verde indian proaspăt într-o piață din Bangalore
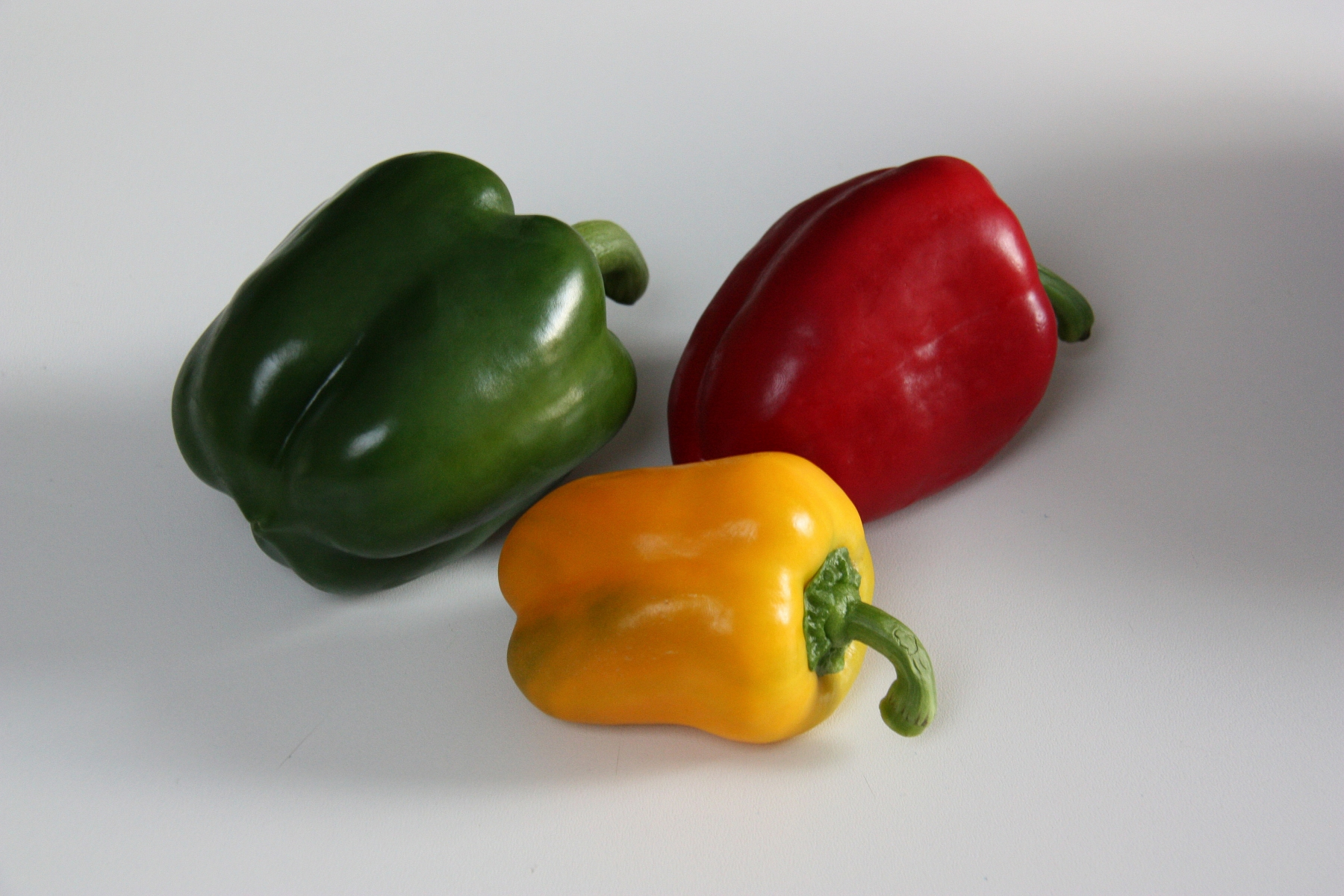
Ardei gras verde, galben și roșu
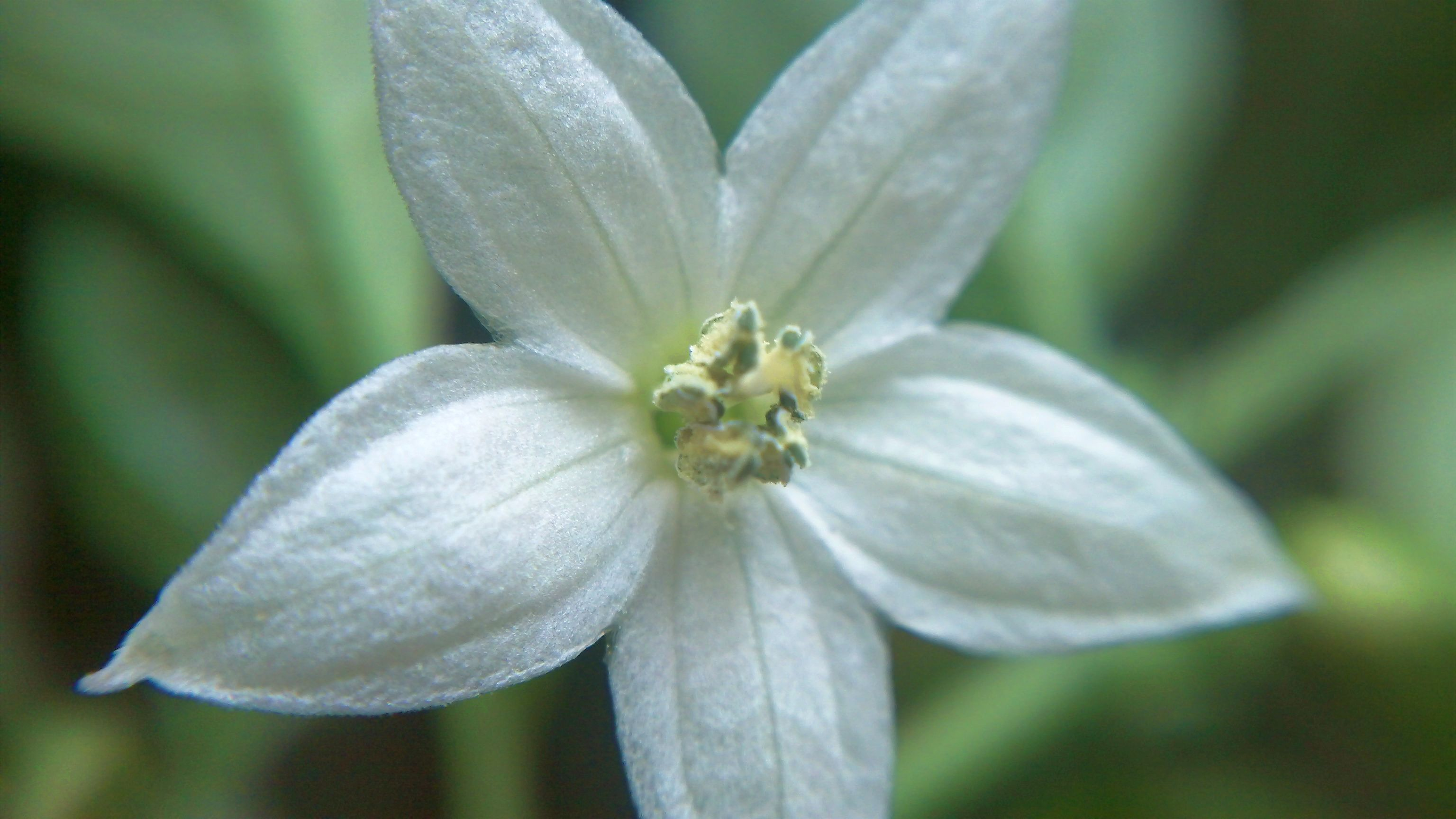
Floarea ardeiului roșu iute' 'bangi, Malaezia
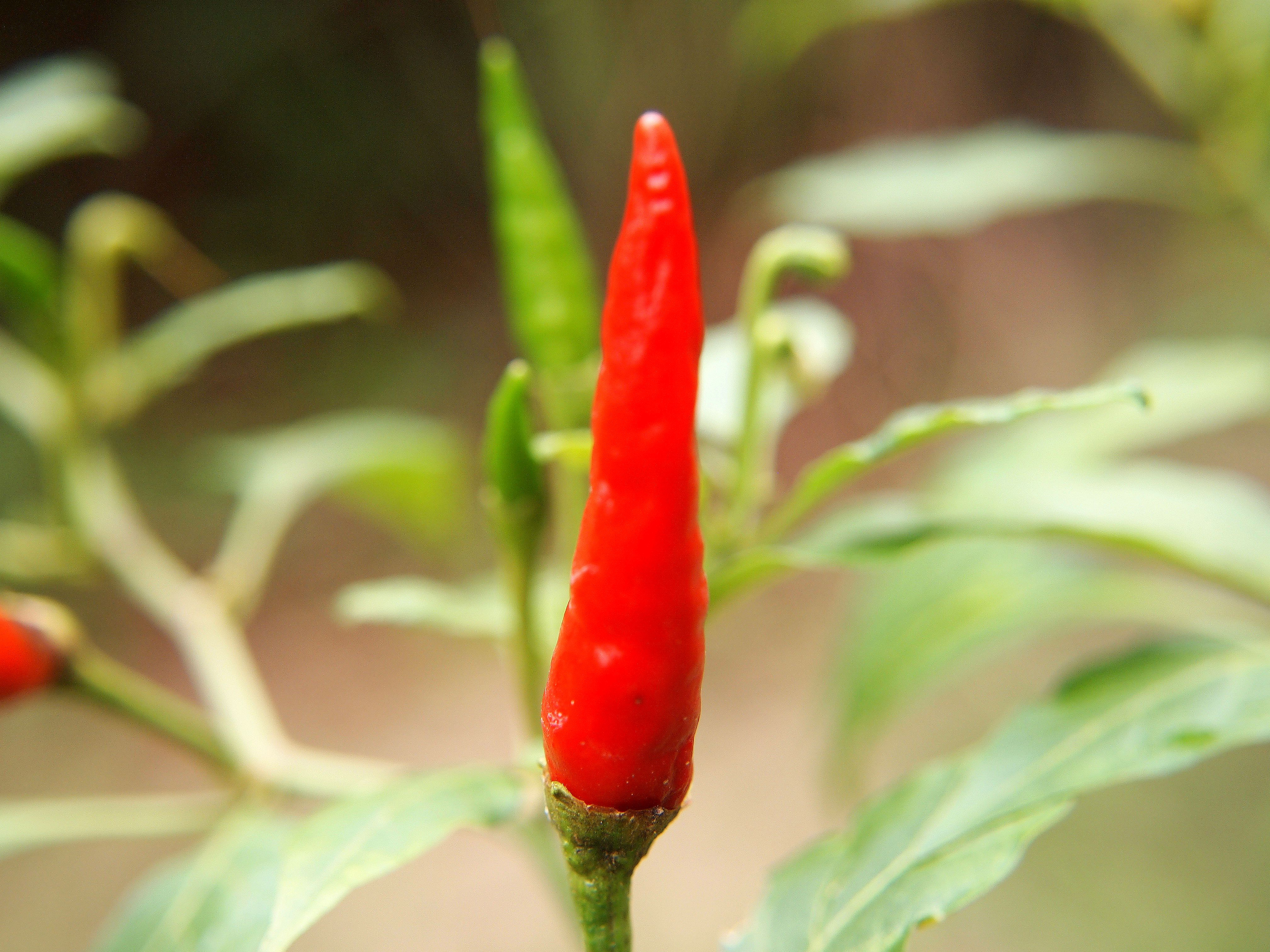
Un ardei mic, dar foarte iute, în Malaezia
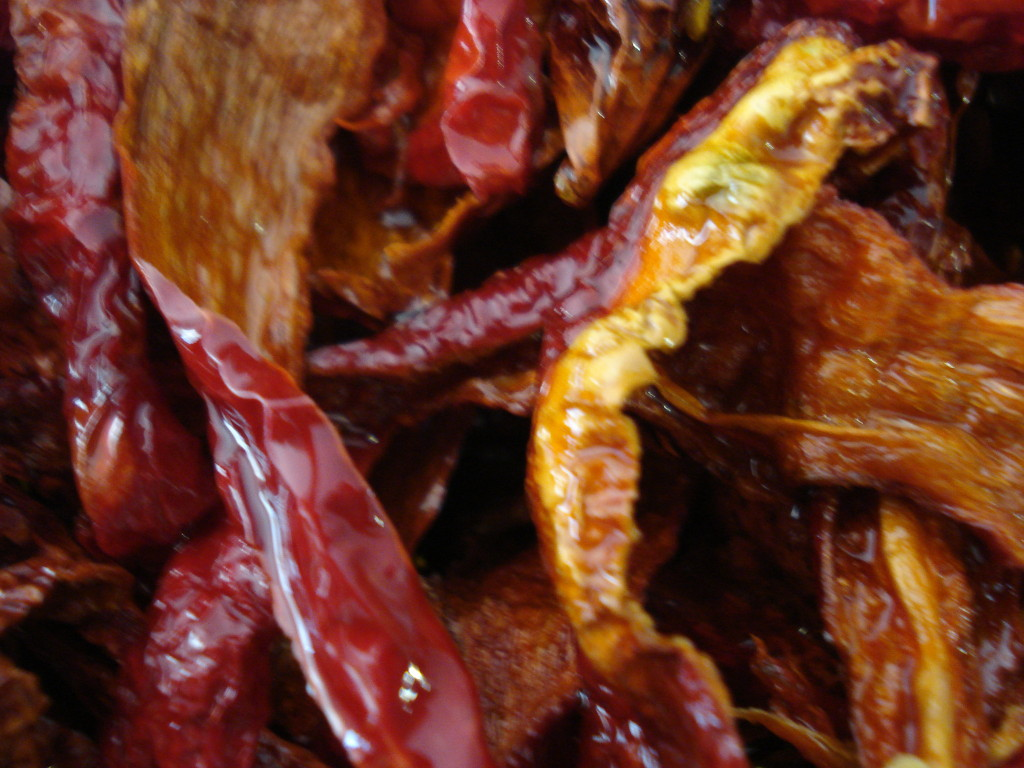
'Peperoni cruschi', ardei gras uscat și crocant din Basilicata